# Alexandria (Missouri)
Alexandria é uma cidade localizada no estado americano de Missouri, no Condado de Clark.

## Demografia
Segundo o censo americano de 2000, a sua população era de 166 habitantes. 
Em 2006, foi estimada uma população de 168, um aumento de 2 (1.2%).

## Geografia
De acordo com o United States Census Bureau tem uma área de 
1,0 km², dos quais 1,0 km² cobertos por terra e 0,0 km² cobertos por água.

## Localidades na vizinhança
O diagrama seguinte representa as localidades num raio de 20 km ao redor de Alexandria. 